# Adolph Strecker
Pour les articles homonymes, voir Strecker.
Adolph Strecker (né le 21 octobre 1822 à Darmstadt - mort le 7 novembre 1871 à Wurtzbourg) est un chimiste allemand principalement connu pour son travail sur les acides aminés.

## Biographie
Adolph Strecker est né à Darmstadt, fils de Ludwig Strecker, un archiviste travaillant pour le Grand-duc de Hesse. Adolph Strecker a fréquenté l'école de Darmstadt jusqu'en 1838, date à laquelle il a intégré l'École des arts et métiers. Il reçoit son abitur en 1840 et commence des études scientifiques à l'université de Giessen en devenant l'élève de Justus von Liebig. En août 1842, Strecker obtient son doctorat et commence à enseigner à la realschule de Darmstadt, refusant une première offre de travail de Liebig. En 1846, il accepte une autre offre de travail de Liebig et devient son assistant à l'Université de Gießen. Il achève son habilitation en 1848 et devient chargé de cours à l'université.
Strecker s'est intéressé à de nombreuses problématiques lors de cette période, autant en chimie organique qu'en chimie inorganique. Il a par exemple travaillé sur les masses moléculaires de l'argent et du carbone, des réactions de l'acide lactique, la décomposition de l'acide hippurique par l'acide nitrique, ou encore sur la séparation du cobalt et du nickel.
Strecker voulait quitter Gießen pour un poste à l'Université de Berlin, mais il entend parler d'une offre de poste à l'Université de Christiania (aujourd'hui Université d'Oslo) en Norvège, et y postule. Il y devient professeur en 1851 et poursuit ses recherches en chimie organique, sur une vaste gamme de sujets allant de la chimie organométallique à la synthèse de produits naturels. Durant cette période il rentre fréquemment en Allemagne, lors de vacances. Il se marie lors d'une de ses visites à Darmstadt, le 3 juillet 1852, mais sa femme meurt le 13 octobre de l'année suivante. Il se marie une seconde fois le 29 septembre 1855.
Strecker quitte la Norvège  en 1860,  pour prendre le poste de  Christian Gmelin à l'Université de Tübingen, laissé vacant à sa mort. Il mène alors des recherches sur la guanine, la xanthine, la caféine et la théobromine ainsi que sur les oxydes de thallium, composés particulièrement toxiques, ce qui nuit gravement à sa santé. Il part en 1870 pour l'Université de Wurtzbourg, mais son premier semestre est interrompu par la guerre franco-prussienne de 1870. Il devient officier pendant la guerre puis retourne à l'université, et y commence son dernier semestre. Lors de l'été 1871 il prend des vacances à Berchtesgaden en Bavière, mais sa santé commence à se détériorer, l'empêchant de reprendre son poste à la fin de l'été. Il meurt en novembre à Wurtzbourg et est enterré au Hauptfriedhof.

## Principaux travaux
Adolph Strecker s'est particulièrement consacré à la synthèse de produits naturels, en particulier des acides aminés, des colorants comme l'alizarine et d'autres substances azotées, mais il s'est aussi intéressé à la séparation analytique des métaux de transition et aux débuts de la chimie organométallique.
On lui doit notamment une méthode de synthèse des acides aminés qui porte son nom, la synthèse de Strecker, qui permet de synthétiser un acide alpha-aminé à partir de cyanure de potassium, de chlorure d'ammonium et d'un aldéhyde,,, ou d'une cétone :
Cette réaction fonctionne aussi avec de l'ammoniaque, du cyanure d'hydrogène et un aldéhyde. En raison de la relative simplicité des réactifs qu'elle met en jeu, la synthèse de Strecker a été évoquée par certains groupes travaillant sur l'origine de la vie et les acides aminés météoritiques,.
Adolph Strecker a également découvert la dégradation de Strecker ainsi que l'alkylation de Strecker au sulfite.